# Stanisław Szpetnar
Stanisław Szpetnar (ur. 5 maja 1883 w Kolonii Polskiej, zm. 24 października 1952 w Jarosławiu) – polski duchowny katolicki, Szambelan Dworu Papieskiego, autor książek religijnych, budowniczy kościołów i bursy, spowiednik Sł. Bożej Anny Jenke, kapelan „Sokoła” i szpitala.

## Biogram
Lata młodości
Syn Józefa Szpetnara i Marii Mach. Pochodził z religijnej i bogatej  rodziny chłopskiej (ojciec posiadał 24 morgi pola). W latach 1896–1904 kształcił się w C. K. I Wyższym Gimnazjum w Jarosławiu (jego pobyt w bursie finansowo wspierał brat matki ks. Stanisław Mach). Podczas nauki gimnazjalnej jako patriota, zajmował się czynną działalnością na rzecz niepodległości i  przewodził „Organizacji Narodowej Młodzieży”. W latach 1904–1908 studiował w Wyższym Seminarium Duchownym w Przemyślu. Jako młody kleryk czynnie działał na rzecz rodzinnej miejscowości: zgłosił propozycję utworzenia parafii w Kolonii Polskiej, a w 1906/1907 roku założył związek Kółka Rolniczego, następnie w 1907 roku z jego starania powstała Szkoła Powszechna w Kolonii Polskiej. Święcenia kapłańskie otrzymał 21 czerwca 1908 roku z rąk bp. Józefa Sebastiana Pelczara.
Lata kapłańskie w Krośnie
W 1908 roku został wikariuszem w Krośnieńskiej Farze. W Kolonii Polskiej 8 września 1909 roku utworzył Czytelnię Ludową. Od 1909 roku był zastępcą prefekta Seminarium Nauczycielskiego Męskiego w Krośnie, i prefektem internatu. Prowadził intensywne starania u księcia Adama Czartoryskiego o budowę kościoła w Kolonii Polskiej, który został poświęcony i parafia utworzona w 1914 roku. Od 1910 roku był zastępcą prefekta w Szkole Realnej, a w 1911 roku powrócił do Seminarium Nauczycielskiego. Od 1912 roku katecheta w szkole realnej w Krośnie, która w 1918 roku została zmieniona na gimnazjum, a następnie liceum ogólnokształcące. Był także opiekunem harcerstwa. W 1916 roku za zasługi na polu wychowawczym i społecznym otrzymał „Krzyż Zasługi II klasy”. W czasie I wojny światowej sprawował posługę na rzecz rannych i chorych żołnierzy w Krośnieńskim szpitalu; dlatego za zasługi władze austriackie uhonorowały go Odznaką Honorową Czerwonego Krzyża II klasy. Po zakończeniu działań wojennych zajmował się pracą pedagogiczno-dydaktyczną. W 1922 roku został dyrektorem i organizatorem Prywatnego Seminarium Nauczycielskiego Żeńskiego.  Założył Towarzystwo Budowy Bursy Gimnazjalnej; bursa w trzypiętrowym budynku w 1929/30 przyjęła pierwszych uczniów. W 1925 roku przekazał połowę funduszu na Dom Gromadzki w Kolonii Polskiej, do którego przeniesiono szkołę. Od 1929 roku był prefektem w Gimnazjum w Krośnie. W 1931 roku Papież Pius XI nadał mu godność Tajnego Szambelana Dworu Papieskiego. W 1931 roku z powodu choroby przeszedł na emeryturę. 
Działalność na emeryturze
Po przejściu na emeryturę w 1931 roku, zamieszkał w Jarosławiu jako kapelan Sióstr Niepokalanek, gdzie pełnił rolę katechety w Prywatnym Gimnazjum Żeńskim do 1950 roku. W 1934 roku był pomysłodawcą i współorganizatorem Stowarzyszenia Miłośników Jarosławia. W 1938 roku został odznaczony Brązowym Medalem za Długoletnią Służbę przez Kuratorium Okręgu Szkolnego Lwowskiego. W latach 1939–1946 w Kolonii Polskiej ufundował kaplicę pw. Matki Bożej z Lourdes. Przyczynił się do odbudowy kościoła w Iwoniczu-Zdroju i był budowniczym kościoła w Krasnem (1937–1952). Pobudzał młodzież na spowiedzi do odnajdywania w sobie talentów, jak opisała w swoim dzienniczku Sługa Boża Anna Jenke. Zmarł 24 października 1952 roku w Jarosławiu, pochowany został 27 października w rodzinnej Kolonii Polskiej w podziemiach Kaplicy Matki Bożej z Lourdes.

## Publikacje
- Duszpasterstwo w Szkole (Z doświadczenia ks. prefekta) (1925)
- Jakie ideały winien katecheta stawiać przed oczy dzisiejszej młodzieży (1927)
- Teresa Neumann – Stygmatyczka z Kommersreuth (1931)
- Pójdziemy drogą krzyża. O chrześcijańskim cierpieniu (1934)
- Dzieje Organizacji Narodowej Młodzieży Gimnazjum I w Jarosławiu (1934)
- Małżeństwo czy wolna miłość (1935)
- Prawda o księżach (pod pseudonimem Marian Pilarski) (1935)
- Anielska Dusza. Głębia serca małej Polki Krysi de Nagy Kowes Hrabarówny (córka aptekarza z Sanoka) (1937)
- Historia Fary Krośnieńskiej
- Odezwa do uczniów i uczennic w sprawie ofiar na kaplicę-grotę w Kolonii Polskiej (1939)

Pisał także w czasopiśmie: „Powściągliwość i Praca” wydawanym w Miejscu Piastowym przez bł. ks. Bronisława Markiewicza.

## Upamiętnienie

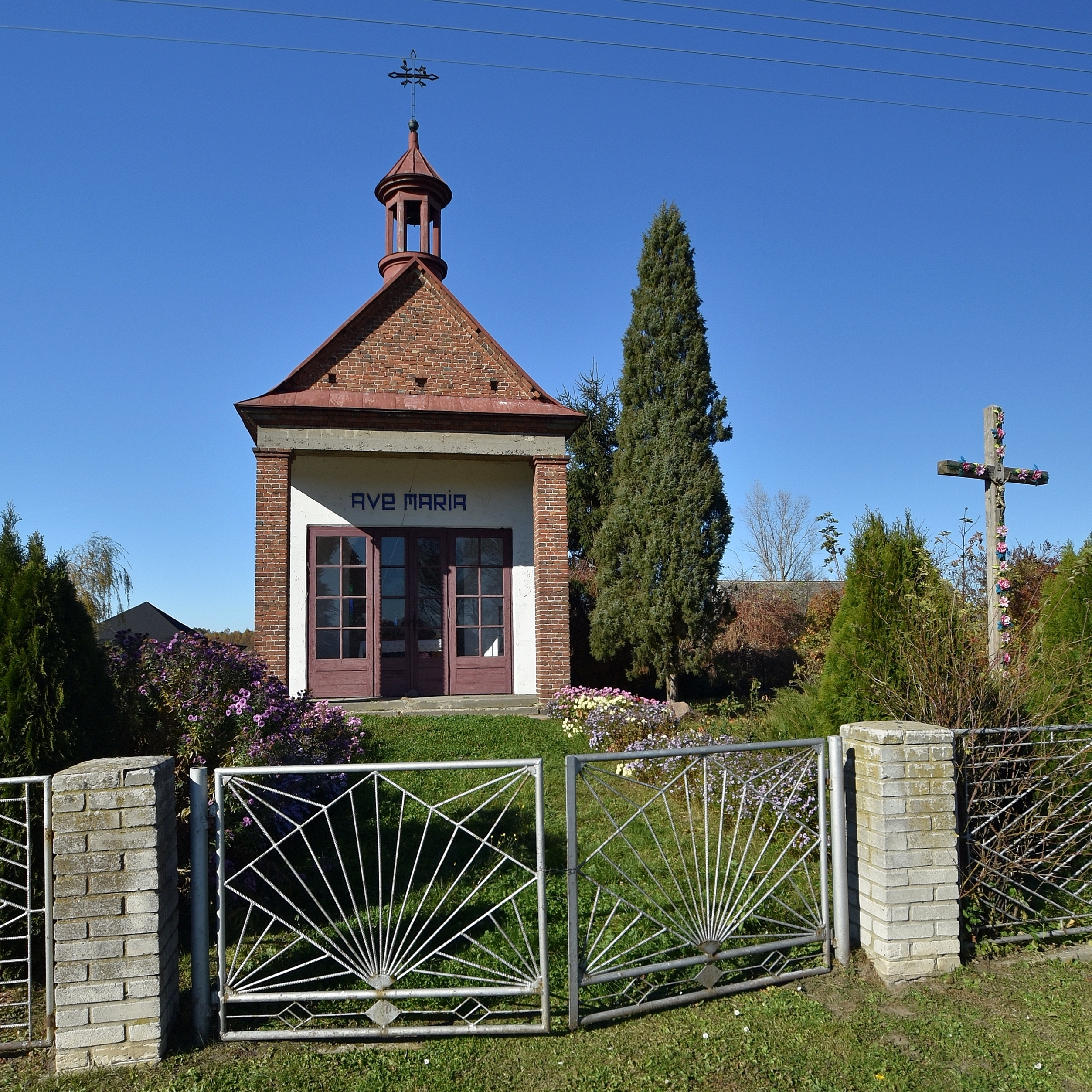
Kaplica w Kolonii Polskiej

- Jego imieniem nazwano Zespół Szkół Ponadpodstawowych Nr 2 w Krośnie, który mieści się w wybudowanej przez niego bursie i przy ulicy nazwanej jego imieniem[4].
- W Kolonii Polskiej, gdzie stał jego rodzinny dom, wierni wybudowali kaplicę.
- Jego imieniem nazwano jedną z ulic w Krośnie.